# Taeniotes leucogrammus
Taeniotes leucogrammus es una especie de escarabajo longicornio del género Taeniotes, tribu Monochamini, subfamilia  Lamiinae. Fue descrita científicamente por Thomson en 1865.

## Descripción
Mide 19-38,5 milímetros de longitud.

## Distribución
Se distribuye por Martinica.